# 札幌市立稲積中学校
札幌市立稲積中学校（さっぽろしりつ いなづみちゅうがっこう）は、北海道札幌市手稲区前田4条5丁目2-1にある札幌市の公立中学校。
近隣小学校は、稲積小学校、富丘小学校、新発寒小学校である。

## 沿革
- 1985年
  - 4月1日 仮称「札幌市立稲積地区中学校」開校
  - 6月14日[1]札幌市議会において、校名「札幌市立稲積中学校」と決定
  - 7月3日 レリーフデザイン決定　テーマは創造と憧憬
- 1986年
  - 1月25日 PTA設立準備委員会で標準服を決定
  - 1月26日 開校式仮称「札幌市立稲積地区中学校」開校事務取扱い発令︎︎︎︎
  - 4月8日 第一回入学式
  - 5月17日 第一回稲積駅伝大会（稲積公園）
  - 6月4日 2年宿泊学習（洞爺少年自然の家）
  - 6月12日 生徒会設立
  - 6月16日 3年修学旅行（弘前・十和田方面）
  - 6月18日 1年自主研修（小樽）
  - 6月25日 第一期生徒会役員選挙
  - 7月9日 中体連に15チーム参加
  - 8月26日 第一回陸上競技会（円山競技場）
  - 10月7日 第一回学校祭
  - 11月20日 第一回合唱コンクール
- 1987年
  - 3月14日 第一回卒業証書授与式

2021年
- - 3月15日　第三十五回卒業証書授与式

## 学区
- 手稲区
  - 前田1条1丁目～7丁目、前田1条8丁目（1番　2番1号～2号　16号～27号　3番1号～2号　16号～25号4番～7番）、前田2条1丁目～7丁目（前田2条5丁目～6丁目を欠く）、前田2条8丁目（1番　2番1号～2号　21号～36号　3番～5番）、前田3条3丁目～7丁目（前田3条5丁目～6丁目を欠く）、前田3条8丁目（1番　2番1号　20号～34号　3番1号～10号　14号～23号4番～5番）、前田4条4丁目～7丁目、前田4条8丁目（1番　4番～7番）、前田5条4丁目～8丁目、前田6条5丁目～7丁目、前田7条6丁目～7丁目
  - 新発寒1条1丁目～3丁目、新発寒2条1丁目～5丁目、新発寒3条1丁目～5丁目、新発寒4条1丁目～6丁目